# THE IDOLM@STER MASTER ARTIST 3
《THE IDOLM@STER MASTER ARTIST 3》은 2014년 8월 27일부터 일본 컬럼비아에서 발매된 음반 시리즈이다.

## 개요
《MASTER ARTIST 시리즈》의 〈THE IDOLM@STER ONE FOR ALL〉 버전이다.
Prologue만 싱글로, 나머지는 앨범으로 발매된다. 앨범은 제 1탄부터 제 4탄까지 순차적으로 발매될 예정이다.
수록 내용은 〈ONE FOR ALL〉의 DLC에서 추가된 유닛 곡과 추가 솔로 시나리오 부속 개별곡의 M@STER VERSION, 기존 곡의 솔로 리믹스 1곡, 일본 컬럼비아 홈페이지에서 모집된 커버 곡 2곡이며, 커버 곡은 일반 모집 외에 멤버를 네 그룹으로 나누어 춘하추동 각각의 계절을 테마로 한 곡이 모집되었다.
CD 최초 수록곡은 굵게, 커버 곡은 이탤릭체로 표시한다.

## Prologue
2014년 8월 27일 발매. 〈ONE FOR ALL〉의 테마 송 〈ONLY MY NOTE〉와, 신 캐릭터 레온의 신곡 〈액셀러레이션〉, 그리고 이 음반의 발매 전날 DLC로 전달된 각 캐릭터의 개별 솔로 신곡을 메들리 형식으로 수록한 싱글.
수록곡
1. ONLY MY NOTE (M@STER VERSION)
노래: 765PRO ALLSTARS[1]
작사: Marhy, 작곡·편곡: BNSI (우치다 테츠야)
2. 액셀러레이션 (M@STER VERSION)
노래: 레온 (치하라 미노리)
작사: Selena Higa, 작곡: BNGI (Toaki Usami), 편곡: tatsuo/Hideaki Ikawa
3. 아이돌 마스터 OFA DLC 2014년 8월 솔로 신곡 메들리-
  - 스테키 해피니스
  - 전력 아이돌
  - 아주 험한, 혹은 피할 수 없는 사랑
  - 두 개의 달
  - 연·심
  - Nostalgia
  - 트리플 Angel
  - 플라·소닉·러브!
  - Pon De Beach
  - 그 날의 눈물
  - 나도 여자아이
  - 방과후 점프
  - 세빙
4. ONLY MY NOTE (M@STER VERSION) (오리지널·가라오케)
5. 액셀러레이션 (M@STER VERSION) (오리지널·가라오케)

## 제 1탄

### 01 아마미 하루카
2015년 4월 22일 발매 예정.
수록곡
1. 스테키 해피니스 (M@STER VERSION)
노래: 아마미 하루카 (나카무라 에리코)
작사: mft, 작곡·편곡 : BNSI (kyo)
2. Honey Heartbeat (M@STER VERSION)
노래: 아마미 하루카 (나카무라 에리코)
작사: NBGI (MC TC), 작곡·편곡: NBGI (LindaAI-CUE)
3. 천사의 그림물감
노래: 아마미 하루카 (나카무라 에리코)
작사·작곡·오리지널 아티스트: 이지마 마리, 편곡: 노부유키 시미즈
4. 아이스 캔디
노래: 아마미 하루카 (나카무라 에리코)
작사: Bee', 작곡·편곡: 후지타 준페이
오리지널 아티스트: MAKO
5. 키미*채널 (M@STER VERSION)
노래: 아마미 하루카 (나카무라 에리코)
작사: 아이하라 카오리, 작곡·편곡: 사사키 히로토
6. 스테키 해피니스 (M@STER VERSION) 오리지널·가라오케
7. ONLY MY NOTE (M@STER VERSION)
노래: 아마미 하루카 (나카무라 에리코)
작사: Marhy, 작곡·편곡: BNSI (内田哲也)

### 02 가나하 히비키
2015년 4월 22일 발매 예정.
수록곡
1. Pon De Bearch (M@STER VERSION)
노래: 가나하 히비키 (누마쿠라 마나미)
작사: BNSI (MC TC), 작곡·편곡: BNSI (Taku Inoue)
2. shiny smile (M@STER VERSION)
노래: 가나하 히비키 (누마쿠라 마나미)
작사: 아사히 마츠리, 작곡·편곡: NBGI (Yoshi)
3. 풍차
노래: 가나하 히비키 (누마쿠라 마나미)
작사·오리지널 아티스트: 히토토 요, 작곡·편곡: 타케베 사토시
4. Buzzstyle
노래: 가나하 히비키 (누마쿠라 마나미)
작사·작곡: Yaiko, 작곡·편곡: Diamond Head
오리지널 아티스트: 야이다 히토미
5. 키미*채널 (M@STER VERSION)
노래: 가나하 히비키 (누마쿠라 마나미)
작사: 아이하라 카오리, 작곡·편곡: 사사키 히로토
6. Pon De Bearch (M@STER VERSION) 오리지널·가라오케
7. ONLY MY NOTE (M@STER VERSION)
노래: 가나하 히비키 (누마쿠라 마나미)
작사: Marhy, 작곡·편곡: BNSI (内田哲也)

### 03 키쿠치 마코토
2015년 4월 22일 발매 예정.
수록곡
1. 아주 험한, 혹은 피할 수 없는 사랑 (M@STER VERSION)
노래: 키쿠치 마코토 (히라타 히로미)
작사: mft, 작곡·편곡: BNSI (kyo)
2. It's Show
노래: 키쿠치 마코토 (히라타 히로미)
작사: yura, 작곡·편곡: 후지스에 미키, 편곡: 쿠사노 요시히로
3. 언밸런스한 Kiss를 하고
노래: 키쿠치 마코토 (히라타 히로미)
작사: 야마다 히로시, 작곡·편곡·오리지널 아티스트: 타카하시 히로
4. 변하지 않는 것
노래: 키쿠치 마코토 (히라타 히로미)
작사·작곡·오리지널 아티스트: 오쿠 하나코, 편곡: 사토 준
5. 키미*채널 (M@STER VERSION)
노래: 키쿠치 마코토 (히라타 히로미)
작사: 아이하라 카오리, 작곡·편곡: 사사키 히로토
6. 아주 험한, 혹은 피할 수 없는 사랑 (M@STER VERSION) 오리지널·가라오케
7. ONLY MY NOTE (M@STER VERSION)
노래: 키쿠치 마코토 (히라타 히로미)
작사: Marhy, 작곡·편곡: BNSI (内田哲也)

## 제 2탄
- THE IDOLM@STER MASTER ARTIST 3 04 호시이 미키
- THE IDOLM@STER MASTER ARTIST 3 05 미나세 이오리
- THE IDOLM@STER MASTER ARTIST 3 06 시죠 타카네

## 제 3탄
- THE IDOLM@STER MASTER ARTIST 3 07 키사라기 치하야
- THE IDOLM@STER MASTER ARTIST 3 08 후타미 마미
- THE IDOLM@STER MASTER ARTIST 3 09 하기와라 유키호

## 제 4탄
- THE IDOLM@STER MASTER ARTIST 3 10 타카츠키 야요이
- THE IDOLM@STER MASTER ARTIST 3 11 미우라 아즈사
- THE IDOLM@STER MASTER ARTIST 3 12 후타미 아미
- THE IDOLM@STER MASTER ARTIST 3 13 아키즈키 리츠코